# Andricus quercustozae
Andricus quercustozae é uma espécie de insetos himenópteros, mais especificamente de vespas pertencente à família Cynipidae.
A autoridade científica da espécie é Bosc, tendo sido descrita no ano de 1792.
Trata-se de uma espécie presente no território português.